# Joseph Dietl

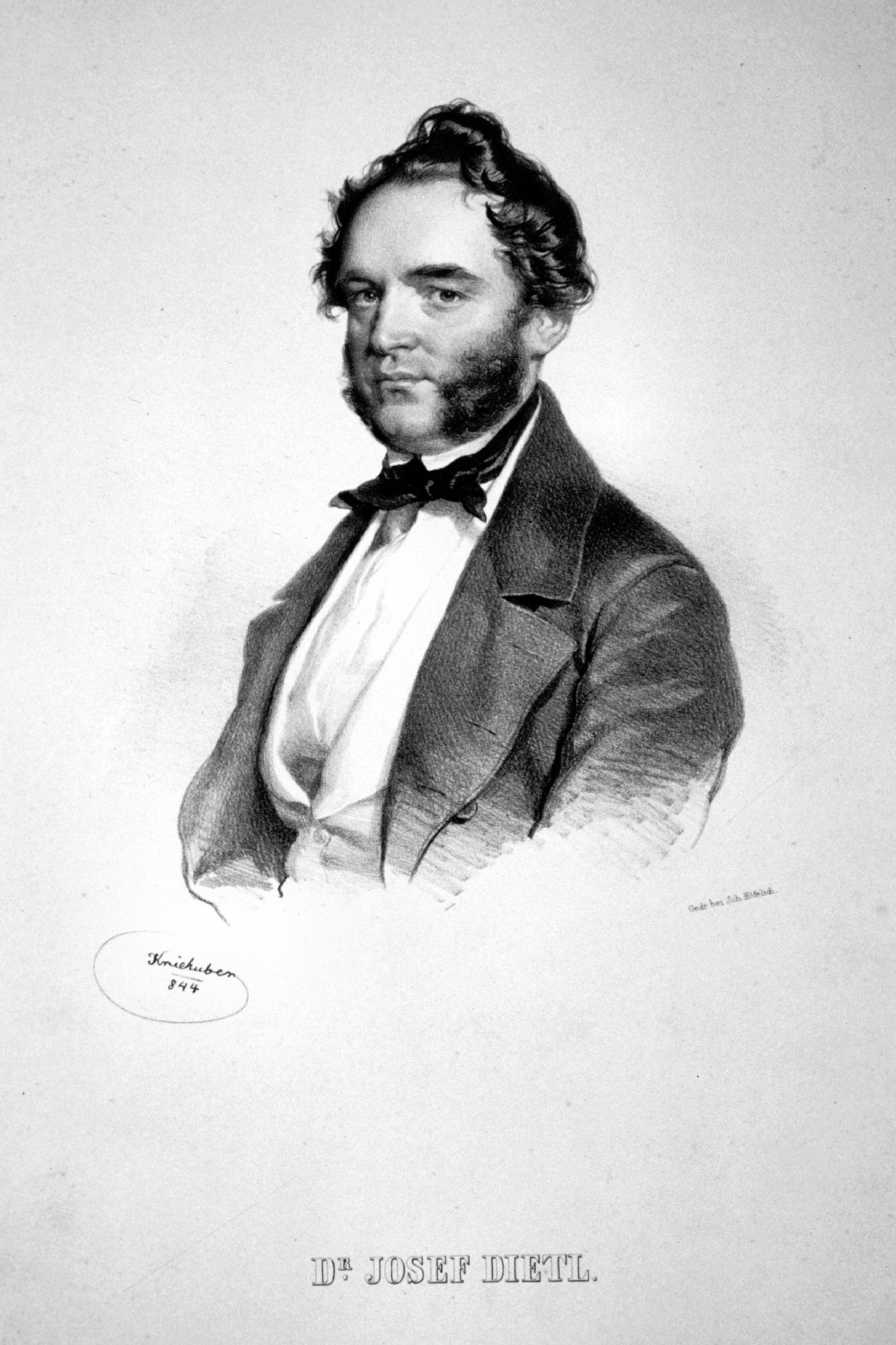
Joseph Dietl, Lithographie von Josef Kriehuber (1844)

Joseph Dietl, auch Josef Dietl – polnisch Józef Dietl – (* 24. Januar 1804 in Podbuż, Ostgalizien; † 18. Januar 1878 in Krakau), war ein österreichischer Arzt, Pathologe, Balneologe, Hochschullehrer und Politiker. Er war Rektor der Jagiellonen-Universität und von 1866 bis 1874 Bürgermeister von Krakau.

## Leben
Joseph Dietls Eltern waren der deutschstämmige Franciscus Dietl, ein kleiner Provinzbeamter im Kaisertum Österreich, und seine Frau Anna Kulczycka aus verarmtem polnischen Adel. Die Großeltern waren im 18. Jahrhundert aus Ungarn nach Galizien übergesiedelt.
Die ersten Schuljahre verbrachte Dietl in Sambor. Nach dem Umzug der Eltern ging er in Tarnów und ab 1817 in Nowy Sącz zur Schule. Nach dem Tod des Vaters (1819) verdiente er sich das Geld für seinen Unterhalt und die weitere Schulbildung durch Nachhilfeunterricht.

### Lemberg
Ab 1821 absolvierte er an der Universität Lemberg ein dreijähriges Philosophiestudium. Bei seinen überragenden Ergebnissen in der Abschlussprüfung durfte er Vorlesungen halten. Er konnte sich Kenntnisse in der französischen und italienischen Sprache aneignen und Geld für sein geplantes Studium in Wien zurücklegen.

### Wien
1823 begann er das Medizinstudium an der Universität Wien. Zu seinen Kommilitonen gehörten Carl Rokitansky und  Joseph Skoda, zu seinen Lehrern Johann Nepomuk von Raimann. Bald wieder mittellos, wurde er Hauslehrer bei einem Wiener Kaufmann. 1829 promovierte er zum Dr. med. Beim ersten Rigorosum am 4. Mai 1829 meinte der Vorsitzende:

„Dieser Mensch hat uns in fünf Minuten mehr gesagt als ein anderer in zwei Stunden.“

Dietl glaubte, dass kein Arzt, sondern die Natur alle Krankheiten heilt. Die Ansicht entsprach der Neuen Wiener Medizinischen Schule und den Vorstellungen von Sparsamkeit in der Finanzverwaltung (Österreich). Noch vor der Veröffentlichung seiner Doktorarbeit wurde Dietl Demonstrator in der Abteilung für Naturkunde und spezielle Naturgeschichte (Mineralogie, Zoologie). In den Vorlesungen von Johann Andreas Scherer war er Famulus.
Ab 1829 betrieb Dietl eine Privat- und Spitalspraxis in Wien. Als er sich 1830 und 1832 bei (den in Europa ersten) Choleraepidemien bewährt hatte, berief man ihn als Leiter des größten Wiener Spitals für Cholerakranke. Neben dieser Tätigkeit hielt er an der Universität Vorlesungen in Naturgeschichte. Nachdem er sich vergeblich um die Fakultätsleitung an der Universität Padua beworben hatte, kehrte er der akademischen Welt den Rücken. Er wurde 1832 Polizeibezirksarzt von Wieden (Wien) und kam als privat praktizierender Arzt zu hohem Ansehen.
Unter Beibehaltung seiner Position in Wieden wurde er 1841 unbezahlter Primararzt für Innere Medizin am Wiedner Spital. 1848 ernannte man ihn zum Primarius des ganzen Hauses. Nach 19-jähriger Pause begann Dietl wieder zu publizieren. Sein Bericht über die neuerliche Epidemie im Jahre 1844 wurde als „Manifest der (Neuen) Wiener Schule“ bekannt.

„So lange die Medizin eine Kunst ist, wird sie keine Wissenschaft sein. So lange es erfolgreiche Ärzte gibt, wird es keine wissenschaftlichen Ärzte geben.“

Diese genialen Paradoxe bildeten den Kerngedanken des therapeutischen Nihilismus der Neuen Wiener Schule.
Erna Lesky sieht darin das ureigenste Anliegen der Wiener, das „sanfte Gesetz“ in der Therapie.

### Krakau

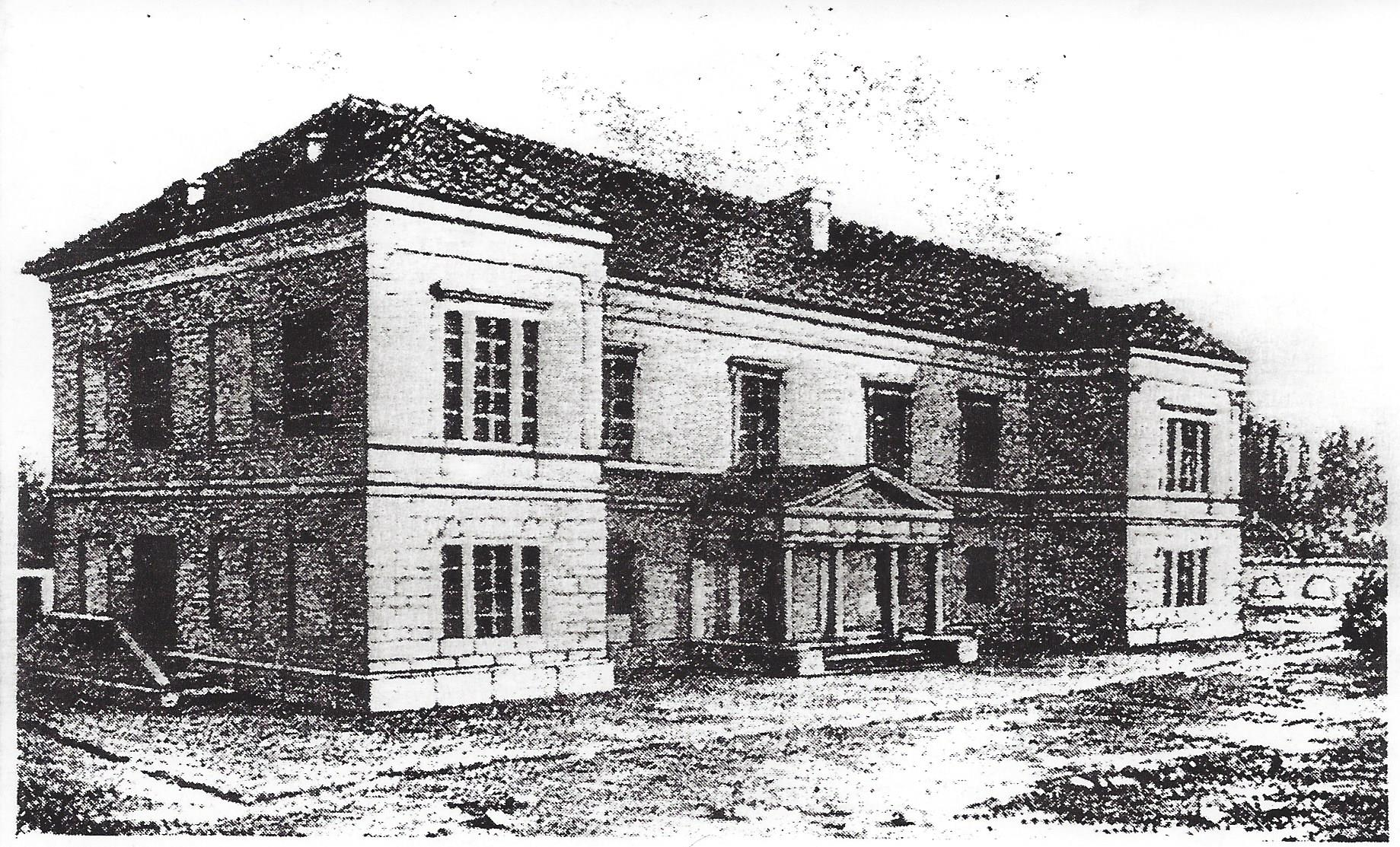
Der erste Bau der Universitätsklinik in Krakau, Kopernika Str. 7c

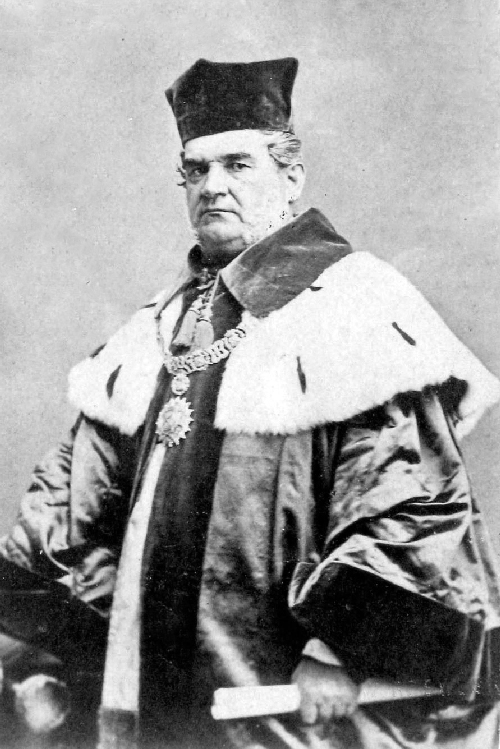
Joseph Dietl im Ornat des Krakauer Rektors

#### Universität
Dietl folgte dem Ruf der Jagiellonen-Universität und übernahm am 12. Mai 1851 als Professor für Spezielle Pathologie und Therapie (Innere Medizin) die Leitung der dortigen Medizinischen Klinik. Die Klinik hatte nur 18 Betten und war bescheiden, aber vorbildlich ausgestattet. Dietl verharrte nicht im therapeutischen Nihilismus. Vielmehr entwickelte er die körperliche Untersuchung. Als erster in Krakau hielt er Kurse zu Perkussion und Auskultation. Plessimeter und Stethoskop gehörten bald zur Ausstattung jedes Arztes. Dietl brachte die Klinik zu hohem Ansehen und vergrößerte sie um sechs Betten. Auf Dietls Anregung wurden medizinische Lehrbücher in die polnische Sprache übersetzt und in der Universitätsdruckerei gedruckt. Für die Studenten wurden sie erschwinglich. Von ihnen vergöttert, wurde Dietl der bedeutendste Professor der Fakultät und der Jagiellonen-Universität. Die Teilprofessur für Pathologie legte er 1852 ab. Ungewöhnlich lange, von 1856 bis 1861, war er Dekan der Medizinischen Fakultät. Er führte den Titel und die Funktion des Assistenzprofessors (des „Dozenten“) ein. Nach seinem Rektorat (1861/62) wollte die Universitätsleitung Dietls Amtszeit verlängern; das Kultusministerium in Wien lehnte diesen Wunsch jedoch ab. Ohne Angabe von Gründen veranlasste Franz Joseph I. am 14. Juni 1865 Dietls vorzeitige Entlassung. Im Gründungsjahr der Krakauer Akademie 1872 wurde Dietl Direktor deren Mathematisch-naturwissenschaftlicher Klasse.
Dietl schrieb 138 Publikationen und Bücher und gründete das Periodikum Przegląd Lekarski (Zeitschrift für den Arzt).

#### Politik
Dietl befürwortete den polnischen Nationalismus und die Reform des Bildungs- und Erziehungssystems. Als Parlamentarier trat er dafür ein, Deutsch als Unterrichtssprache abzuschaffen, mehr Schulen zu bauen und den Lehrern ein besseres Auskommen zu sichern. Er war sich der gesellschaftlichen Bedeutung der Frau bewusst und engagierte sich mit großem Nachdruck für eine vernünftige Erziehung und eine umfassende Ausbildung der Mädchen und jungen Frauen. Er förderte die Eröffnung eines Mädchengymnasiums in Krakau und die Beteiligung von Bauern an der Politik. Als Galizien 1866 die Autonomie erlangt hatte, wählte der Krakauer Stadtrat den Großgrundbesitzer Dietl zum Bürgermeister. Er wollte der alten Hauptstadt, dem ehemaligen Sitz der polnischen Könige, den gebührenden Rang verschaffen.

„Unsere illustre Vergangenheit ist vorbei, unsere Gegenwart ist deprimierend; aber uns gehört die Zukunft, wenn wir sie nutzen, wenn wir eisern dafür arbeiten, mit Verstand und Ausdauer.“

In seinen acht Amtsjahren brachte Dietl die Hygiene, die bauliche Infrastruktur, den Brandschutz, die städtischen Finanzen und das Schulwesen der heruntergekommenen Stadt in Ordnung. Er trieb die Entwicklung von Grünflächen voran, sorgte für eine Umbildung des Stadtrats und verbesserte die Geschäftsbedingungen der Kaufleute.
Ab 1861 war er Abgeordneter im Galizischen Landtag und forderte volle Autonomie für Galizien.
1869 organisierte Dietl den Ersten Kongress der Naturforscher und Ärzte in Krakau. Im selben Jahr bereitete er Franz Joseph einen glänzenden Empfang; denn die Stadt war dem Kaiser zutiefst dankbar dafür, dass er den Schulen und dem öffentlichen Dienst die polnische Sprache zurückgegeben hatte. Der Kaiser honorierte die Geste, indem er Dietl auf Lebenszeit in das Herrenhaus (Österreich) berief. 1866 wurde Dietl Senatspräsident Krakaus. Als 1871 die Regierung von Karl Sigmund von Hohenwart wankte, warb Dietl im Herrenhaus für die Erhaltung des Föderalismus in der Habsburgermonarchie. Im Krakauer Stadtrat blieben Neider und Feinde nicht aus. Da sie seine Arbeit immer mehr behinderten, trat Dietl im Juni 1874 als Bürgermeister zurück. Er legte auch das Mandat nieder und gab alle öffentliche Aktivitäten auf.

## Ruhestand
Dietl hatte erst im 5. Lebensjahrzehnt geheiratet. Seine Frau, eine junge und attraktive Wienerin aus armem Hause, sprach kein Polnisch. Sie „verstand“ sich mit ihrem Mann nicht gut und fühlte sich in Krakau nicht wohl. Nach einigen kinderlos gebliebenen Ehejahren zog sie nach Wien zurück. Dietl litt in den letzten Lebensjahren zunehmend an Atemnot und rheumatischen Beschwerden. Gelegentlich besuchte er sein Heimatdorf Rzuchowa bei Tarnów. Dort bewirtschaftete der Neffe Leopold Dietl den Gutshof, den Dietl selbst aufgebaut hatte. Als er kurz vor seinem 74. Geburtstag gestorben war, geriet der Leichenzug zu einer patriotischen Veranstaltung. Die Stadt Krakau trug die Kosten seiner prunkvollen Beisetzung. Eine von Krakaus Prachtstraßen ist nach Dietl benannt. Die Ulica Józefa Dietla entstand zwischen 1878 und 1880 anstelle der Alten Weichsel. Dietl hatte sich sehr für ihre Zuschüttung eingesetzt; sie wurde aber erst nach seiner Zeit als Bürgermeister verwirklicht.

## Medizingeschichtliche Bedeutung
Mit staatlicher Unterstützung bereiste Dietl ab 1846 viele Länder in Europa und Übersee, um sich mit der Organisation und den Behandlungsmethoden der Krankenhäuser vertraut zu machen. Über seine Wahrnehmungen berichtete er zwischen 1850 und 1853 ausführlich in der Zeitschrift der k.k. Gesellschaft der Ärzte zu Wien. Seine Kritische Darstellung europäischer Krankenhäuser (1853) war die erste nennenswerte deutsche Veröffentlichung zur Krankenhaushygiene.
In einer 1849 veröffentlichten Arbeit wandte Dietl sich (erfolgreich) gegen die Therapie des Aderlasses bei Lungenentzündung. Sie machte Furore und wurde 1852 in die polnische Sprache übersetzt. Als Hochschullehrer engagierte er sich für die Einführung der polnischen Sprache als Universitätssprache neben der deutschen Sprache. Ihm gelang es, den jahrhundertealten und tief verwurzelten Aberglaube an den Weichselzopf zu beseitigen. Für die Polen war dieser Erfolg „von unschätzbarem Wert“, für die Medizingeschichte nicht weniger bedeutend als das Eintreten gegen den Aderlass bei Pneumoniepatienten.
In wissenschaftlicher wie sozialer Hinsicht bedeutend sind Dietls Studien zu Heilbädern in Schlesien und Galizien. Sie stimulierten die Balneotherapie und die Klimatherapie. Dietl besuchte zwischen 1854 und 1858 fast alle europäischen Kurbäder und berichtete über die Quellwasser Galiziens, Schlesiens, Böhmens und Salzburgs. Indem er ab 1855 viele Artikel über Heilbäder in polnischer und deutscher Sprache veröffentlichte, brachte er die verfallenen Heilbäder in Kleinpolen zu neuem Leben. Krynica-Zdrój, Szczawnica, Iwonicz-Zdrój und Rabka-Zdrój wurden balneologische Zentren des Landes.
In der Urologie wurde Dietl durch seine Arbeit über die Wanderniere bekannt.

## Orden

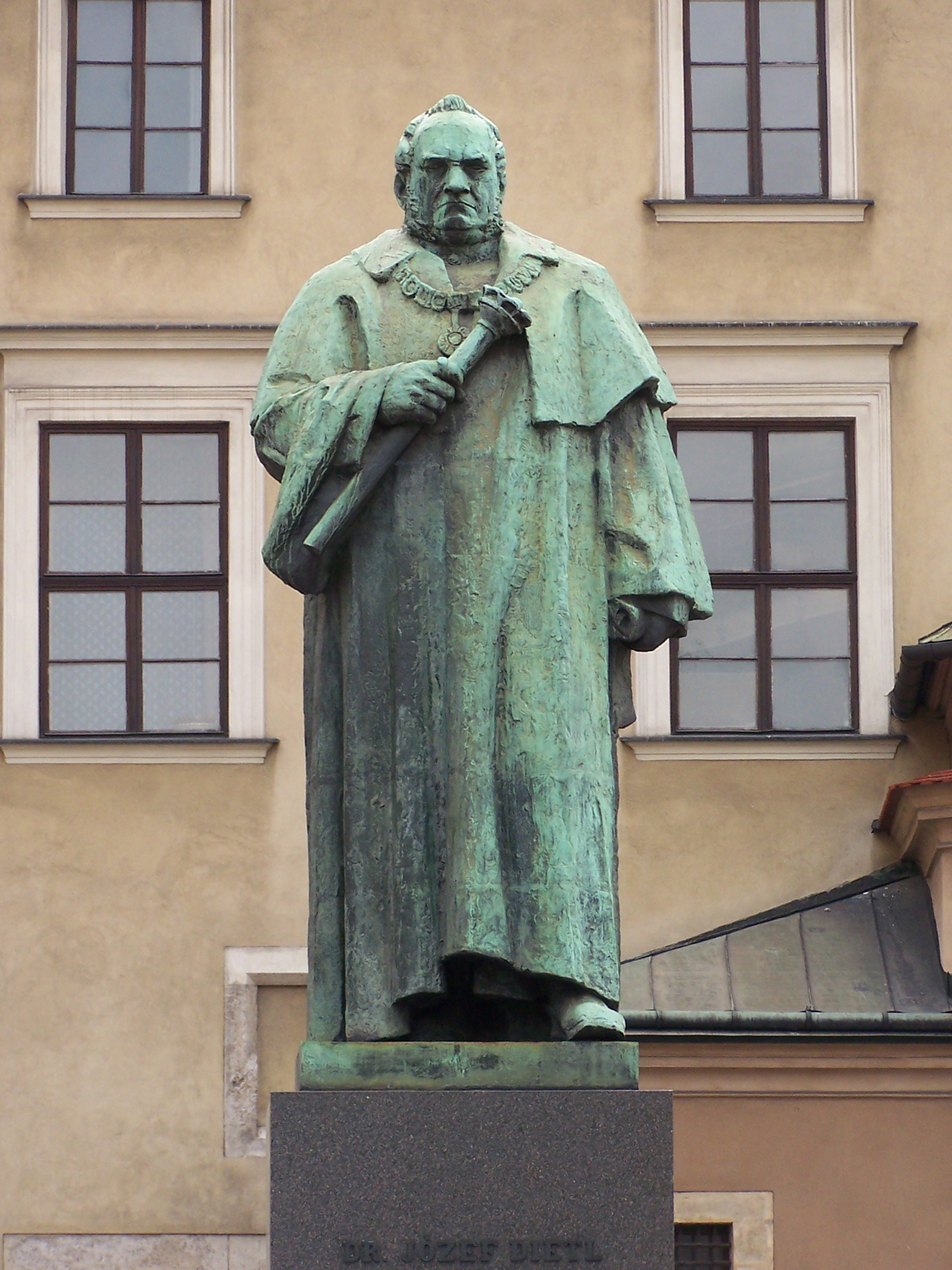
Dietls Denkmal in Krakau, plac Wszystkich Świętych (Aller-Heiigen-Platz)

- Franz-Joseph-Orden (als Professor)
- Orden der Eisernen Krone (als Bürgermeister)
- Gregoriusorden (durch Pius IX. für den Empfang des Nuntius in Krakau)

## Werke
- Anatomische Klinik der Gehirn-Krankheiten. Wien 1846. GoogleBooks
- Anatomische Klinik der Gehirnkrankheiten, als Ergänzung zu dessen in der Zeitschrift der K. K. Gesellschaft der Aerzte in Wien erschienenem Aufsatze über Kopfkrankheiten. Wien 1849. GoogleBooks
- Der Aderlass in der Lungenentzündung, klinisch und physiologisch erörtert. Wien 1849. GoogleBooks
- Kritische Darstellung europaeischer Krankenhäuser, nach eigenen Reisebeobachtungen. Wien 1853. GoogleBooks